# قیل
قیل، روستایی از توابع بخش شهاب شهرستان قشم در استان هرمزگان ایران است.

## جمعیت
این روستا در دهستان هنگام قرار دارد و براساس سرشماری مرکز آمار ایران در سال ۱۳۸۵، جمعیت آن ۲۷ نفر (۵خانوار) بوده‌است.بومیان اصیل این منطقه از قبائل الرمس غربی بودند که همگی مهاجرت کردند و بزرگان قدیمی این روستا شیخ حنضل بوده است